# Acalypha websteri
Acalypha websteri é uma espécie de flor do gênero Acalypha, pertencente à família Euphorbiaceae.